# 1998 XJ53
1998 XJ53 är en asteroid i huvudbältet som upptäcktes den 14 december 1998 av LINEAR i Socorro County, New Mexico.
Asteroiden har en diameter på ungefär 13 kilometer.